# Gretchen Reydams-Schils
Gretchen Reydams-Schils (* 1965) ist eine belgisch-US-amerikanische Philosophiehistorikerin auf dem Gebiet der antiken Philosophie und Professorin an der katholischen Privatuniversität Notre Dame in Notre Dame, Indiana, USA.
Reydams-Schils studierte Klassische Altertumswissenschaft an der Université catholique de Louvain und schloss dieses Studium 1987 mit einer Dissertation über Platons Mythos von Er im Staat ab. Es folgte 1989 ein Master of Arts an der University of Cincinnati. Zum PhD promoviert wurde sie 1994 an der University of California, Berkeley mit einer Dissertation zu Stoic and Platonist Readings of Plato’s Timaeus. Anschließend war sie im akademischen Jahr 1991/1992 wissenschaftliche Mitarbeiterin am Institut für Philosophie der Université catholique de Louvain. Seit 1994 ist sie an der University of Notre Dame tätig, zunächst als Assistant Professor im Program of Liberal Arts, seit 2000 als Associate Professor und seit 2007 als Professor. Sie hält concurrent appointments in Klassischer Altertumswissenschaft, Philosophie und Theologie.
Gastprofessuren führten sie unter anderem 2013 an die Université de Bordeaux, 2005 an die Université Paul Valéry in Montpellier und 2002 an die Albert-Ludwigs-Universität Freiburg.
Reydams-Schils arbeitet vor allem zu Platon, insbesondere zum Timaios, und zum Platonismus sowie zur stoischen Philosophie. Zu Johannes Stobaios legte sie eine Monographie und ein Lexikon vor.

## Schriften (Auswahl)
Monographien
- Calcidius on Plato’s Timaeus: Greek Philosophy, Latin Reception, and Christian Contexts. Cambridge University Press, Cambridge 2020.
- The Roman Stoics: Self, Responsibility, and Affection. University of Chicago Press, Chicago and London 2005.
- An Anthology of Snakebites: On Women, Love and Philosophy. Seven Bridges Press, New York 2001.
- Demiurge and Providence. Stoic and Platonist Readings of Plato’s Timaeus. (Monothéismes et Philosophie). Brepols Publishers, Turnhout, Belgien 1999.

Herausgeberschaften
- mit Myrto Garani, David Konstan: The Oxford Handbook of Roman Philosophy. Oxford University Press, Oxford 2023.
- Pouvoir et puissances chez Philon d’Alexandrie. (Monothéismes et Philosophie). Brepols Publishers, Turnhout, Belgien 2015.
- Stobaeus Lexicon (2 Bände). Biblia, Mailand 2013 (mit elektronischer Datenbank).
- Thinking Through Excerpts: Studies on Stobaeus. (Monothéismes et Philosophie). Brepols Publishers, Turnhout, Belgien 2011.
- Plato’s ‘Timaeus’ as Cultural Icon. University of Notre Dame Press, Notre Dame 2003.